# Apogonia reticula
Apogonia reticula är en skalbaggsart som beskrevs av Frey 1975. Apogonia reticula ingår i släktet Apogonia och familjen Melolonthidae. Inga underarter finns listade i Catalogue of Life.